# Елдвульф (король Сассексу)
Елдвульф (*Alduulf, Aldwlfus, Ealduulf, Ealdwlf, д/н —бл.791) — король Сассексу в 765—772 роках.

## Життєпис
Належав до родичів сассекського короля Етельберта. Після смерті останнього у 757 році деякий час визнавав королем Осмунда. Втім невдовзі між династіями Етельберта (Елдвульф та Ельфвальд) та Осмунда (Осмунд, Ослак та Освальд) почалася запекла боротьба за владу. 765 року було досягнуто угоди, за якою Сассекс було поділено між усіма претендентами.
Елдвульф знаний як підтримувач церкви. Відомі грамоти, де даровано землю графу Гунлафу під спорудження монастиря. продовжував боротьбу за владу. Це значна послабило увесь Сассекс, чим скористався Оффа, король Мерсії. 772 року він захопив Сассекс і сам став королем.
Втім Елдвульф зберіг під владою колишні володіння, але втратив статус короля, ставши лише елдорменом. Після 780 року Елдвульф залишився єдиним елдорменом Сассексу. Завдяки цьому його становище значно зросло. Остання згадка припадає на 791 року — Елдвульф надав Вітгуну, єпископу Селсі, землю для спорудження церкви Св. Андрія в Феррінзі. Можливо побоюючись ймовірного повстання в Сассексі на чолі з Елдвульфом король Оффа позбавив того посади. Можливо Елдвульфа було страчено або заслано.